# Granges-sur-Baume
Granges-sur-Baume ist eine Ortschaft und eine Commune déléguée in der französischen Gemeinde Hauteroche mit 130 Einwohnern (Stand: 1. Januar 2018) im Département Jura in der Region Bourgogne-Franche-Comté. 

## Geographie
Granges-sur-Baume liegt auf 495 m, etwa neun Kilometer nordöstlich der Stadt Lons-le-Saunier (Luftlinie). Das Bauerndorf erstreckt sich im Jura, im zentralen Teil des Plateau Lédonien (erstes Juraplateau), am Rand des Erosionstals von Baume-les-Messieurs.
Die Fläche des 7,93 km² großen ehemaligen Gemeindegebiets umfasst einen Abschnitt des französischen Juras. Das gesamte Gebiet wird von der Ebene des Plateau Lédonien eingenommen, die durchschnittlich auf 500 m liegt und teils von Acker- und Wiesland, teils von Wald bestanden ist. Das Plateau besitzt keine oberirdischen Fließgewässer, weil das Niederschlagswasser im verkarsteten Untergrund versickert. Die westliche Abgrenzung verläuft stets entlang der Oberkante des teils von Felswänden durchzogenen Steilhangs, der die tief eingeschnittenen Täler von Baume-les-Messieurs und Ladoye umgibt. Nach Osten erstreckt sich das Gemeindeareal in das ausgedehnte Waldgebiet des Bois de Rarateau. Mit 550 m wird hier die höchste Erhebung von Granges-sur-Baume erreicht.
Nachbarorte von Granges-sur-Baume sind Nevy-sur-Seille und La Marre im Norden, Mirebel im Osten sowie Baume-les-Messieurs im Süden und Westen.

## Geschichte

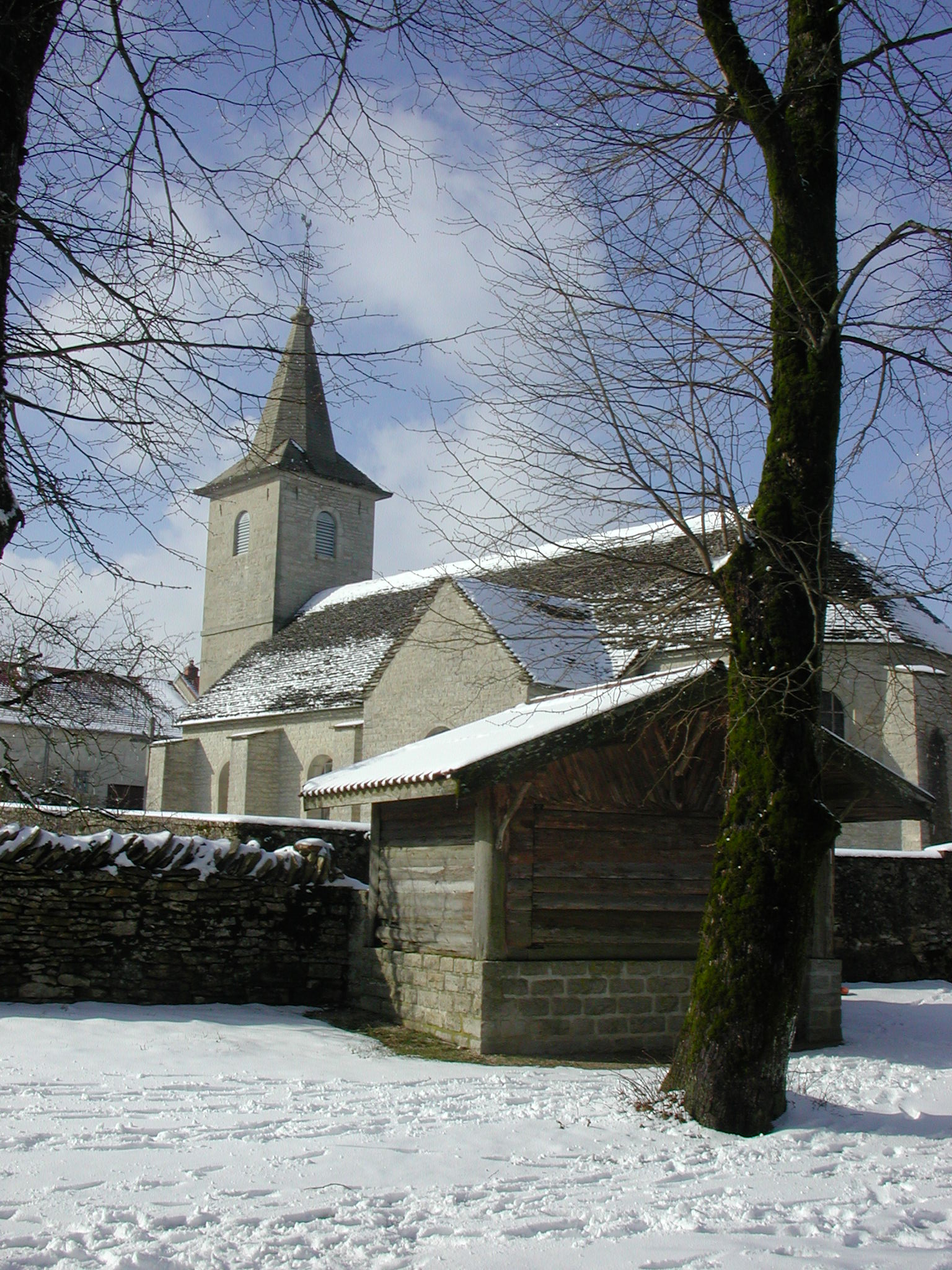
Kirche von Granges-sur-Baume

Das Gemeindegebiet von Granges-sur-Baume war bereits während der gallorömischen Zeit besiedelt. Der Ortsname leitet sich vom volkslateinischen Wort granica (Scheune) ab. Bis 1789 bildete Granges-sur-Baume zusammen mit Baume-les-Messieurs eine Pfarrei.
Mit Wirkung vom 1. Januar 2016 wurde Granges-sur-Baume mit den früheren Gemeinden Crançot und Mirebel zur Commune nouvelle Hauteroche zusammengelegt. Die Gemeinde Granges-sur-Baume gehörte zum Arrondissement Lons-le-Saunier und zum Kanton Poligny.

## Sehenswürdigkeiten
Die Dorfkirche von Granges-sur-Baume wurde 1802 eingeweiht. Vom Rand des Plateaus bieten sich schöne Ausblicke in den Talkessel von Baume-les-Messieurs.

## Bevölkerung
| Bevölkerungsentwicklung | Bevölkerungsentwicklung |
| Jahr                    | Einwohner               |
| ----------------------- | ----------------------- |
| 1962                    | 199                     |
| 1968                    | 159                     |
| 1975                    | 139                     |
| 1982                    | 144                     |
| 1990                    | 134                     |
| 1999                    | 130                     |
| 2008                    | 134                     |
| 2018                    | 130                     |

Nachdem die Einwohnerzahl in der ersten Hälfte des 20. Jahrhunderts deutlich abgenommen hatte (1881 wurden noch 294 Personen gezählt), wurden seit Mitte der 1970er Jahre nur noch geringe Schwankungen verzeichnet.

## Wirtschaft und Infrastruktur
Granges-sur-Baume war bis weit ins 20. Jahrhundert hinein ein vorwiegend durch die Landwirtschaft und die Forstwirtschaft geprägtes Dorf. Daneben gibt es heute einige Betriebe des lokalen Kleingewerbes. Mittlerweile hat sich das Dorf auch zu einer Wohngemeinde gewandelt. Viele Erwerbstätige sind Wegpendler, die in den größeren Ortschaften der Umgebung ihrer Arbeit nachgehen.
Die Ortschaft liegt abseits der größeren Durchgangsstraßen. Die Hauptzufahrt erfolgt von Crançot an der Hauptstraße D471 (Lons-le-Saunier – Champagnole). Weitere Straßenverbindungen bestehen mit Baume-les-Messieurs und La Marre.